# Buffbach
Der Buffbach ist ein Bach und orographisch rechter Zufluss der Plane im Landkreis Potsdam-Mittelmark in Brandenburg. Der Buffbach entspringt in einem Waldgebiet, das sich nördlich des Niemegker Gemeindeteils Hohenwerbig befindet. Von dort fließt er in nordnordwestlicher Richtung und damit westlich des 108,9 m ü. NHN Meter hohen Kiebitzbergs vorbei. Er unterquert die Landstraße 82 und erreicht das Stadtgebiet von Niemegk. Von Osten fließt die Adda zu. Der Buffbach fließt nun vorzugsweise in nördlicher Richtung am historischen Stadtkern vorbei und erreicht eine Niederungsfläche, die südlich der Bundesautobahn 9 liegt. Er unterquert die Autobahn und entwässert schließlich am Wohnplatz Komthurmühle der Gemeinde Planetal in die Plane.